# Culte des jumeaux

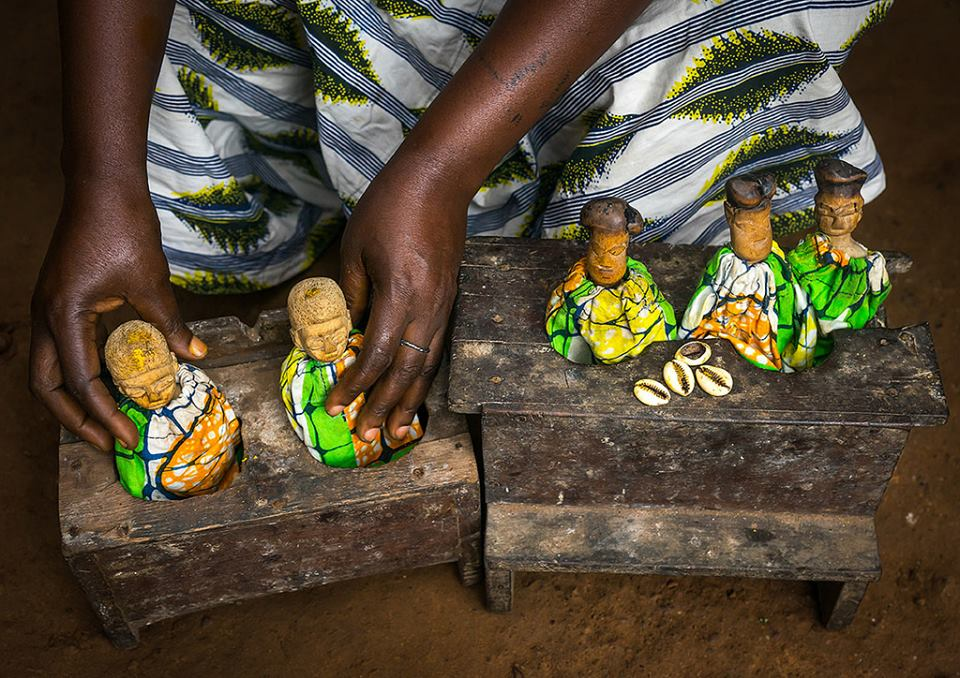
Statuettes sculptées (Poupées jumeaux) conçues pour leCulte des jumeaux

Le Culte des jumeaux est un culte particulier voué aux naissances gémellaires selon une certaine tradition africaine. Pratique ancienne très développé en Afrique de l'Ouest notamment au Bénin au Togo et au Nigéria les jumeaux sont généralement considérés comme porte-bonheur ou porte-malheur selon les régions à travers la vénération des statuettes des jumeaux.

## Pratiques et symbolisme

### Signification des noms

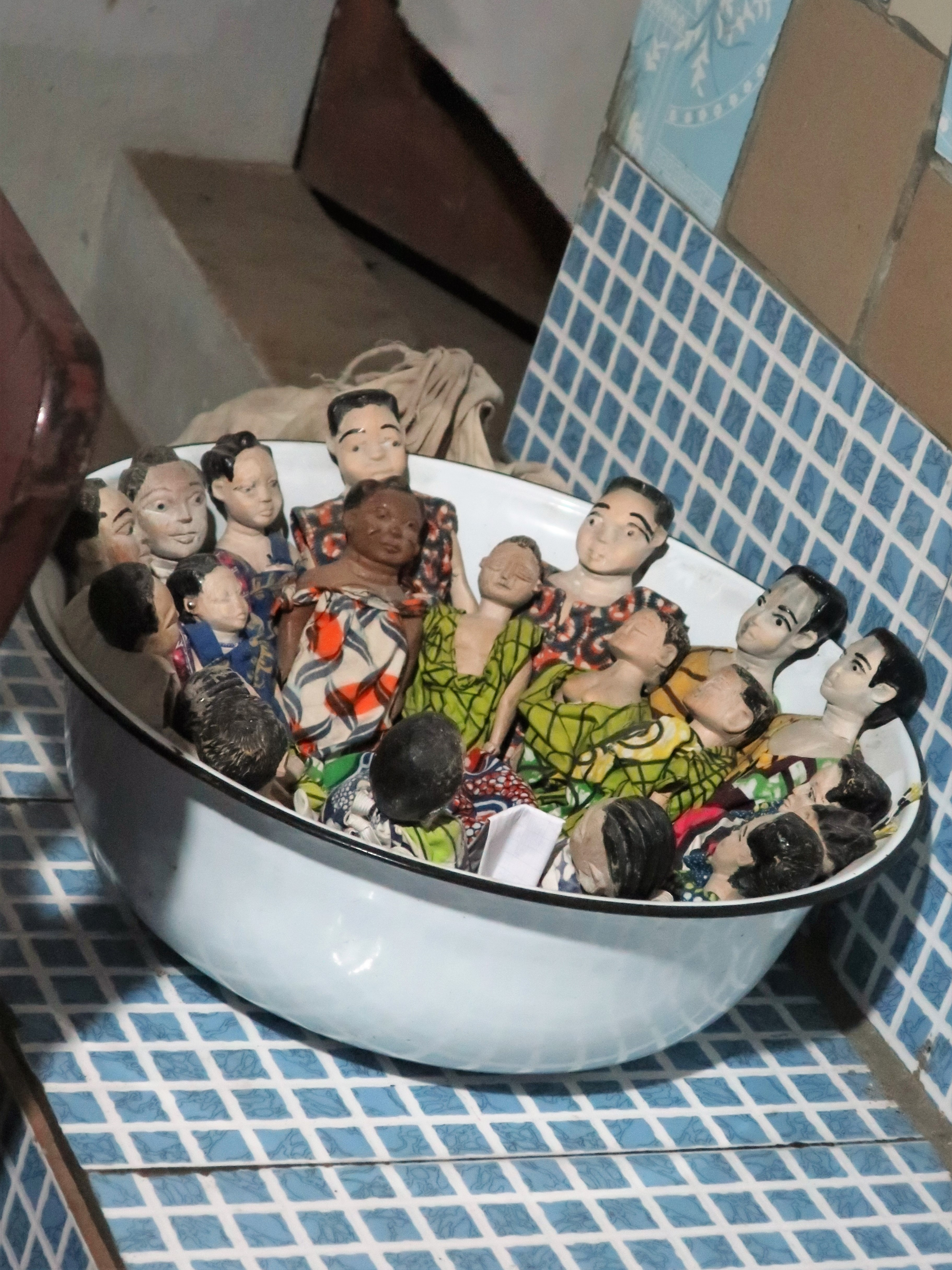
Rituel de Poupées Vodoun ou culte des jumeaux

Dénommé Ibéji au Nigéria, Hoho au Bénin et Wénanvi (Vénanvi) au Togo et au Ghana, les prénoms donnés au jumeaux varient selon les traditions, les régions et les cultures. Cependant, dans la plupart de ces traditions les petits sont souvent devant et leurs aînés ferment la marche. En effet, qu’il s’agisse des triplés, quadruplés ou quintuplés, la coutume voudrait que ce soit le grand frère qui confie une mission à son petit frère ce dernier considéré éclaireur est l'ainé.
Chez les peuples yoruba un grand groupe ethnique d'Afrique, présent au Nigéria et Bénin, le premier-né et nommé Taiyé, ce qui signifie littéralement « le premier à goûter le monde » , le second nommé Kehindé est celui qui arrive en après le premier. Ce dernier envoie Tayie en éclaireur pour voir si la vie vaut la peine d’être vécue selon la tradition africaine.
Chez les peuples Baatonou au Bénin, le nom de baptême Séni est donné aux jumeaux , s’ils sont des garçons et Assana, pour les filles.

### Cultes aux statuettes jumeaux
La naissance de jumeaux est considérée comme un évènement heureux. À la naissance donc, les membres de la famille se rendent chez le bokônon ou le prêtre du fâ qui s’occupe du rituel des jumeaux qui sert d’intermédiaire entre l’esprit des jumeaux et celui des parents des enfants afin que ces derniers puissent connaître la raison de la naissance de ces enfants dans cette famille. L’objectif principal de cette démarche est d'être mis au courant des rituels à exécuter pour le bien-être et le bonheur des jumeaux mais également de la famille.
Mais quand l'un des jumeaux meurt, des statuettes sculptées « des poupées » pour les remplacer auprès des parents endeuillés qui leur donnent un nom, leur font un lit, les habillent comme si les enfants n’étaient pas décédé afin d'abriter son âme et son esprit,. Très vénérés avec des pouvoirs surnaturels selon la tradition africaine, les jumeaux ne meurent pas, ils sont allés chercher du bois de chauffe à la forêt. Ainsi, des bénédictions ou des malédictions sont tirées de la part de son entourage selon de soins réguliers dont ils font l’objet. Il s’agit entre autres du lavage, de l’habillage, de la nourriture à la statuette, symbole de protection représenté est toujours vivant.